# Cyclose
La cyclose désigne le mouvement du cytoplasme d'une cellule. Le mouvement est généralement circulaire, d'où le nom de cyclose, et repérable grâce au déplacement des organites cellulaires. La vitesse du mouvement est généralement influencée par l'exposition lumineuse, la température et le pH.
Le mouvement est dû au complexe actine-myosine. 